# World of Warcraft: The Board Game
World of Warcraft: The Board Game – gra planszowa na bazie gry komputerowej World of Warcraft, zaprojektowana przez Christiana T. Petersena. Podstawowa wersja planszowa gry rozgrywa się w świecie Azeroth, a konkretnie w Lordaeron – krainie Wschodnich Królestw.
World of Warcraft: the Board game jest grą przygodową, gdzie gracze rywalizują ze sobą w celu osiągnięcia wyznaczonego celu. Każdy z graczy wybiera na początku gry karty postaci reprezentowane przez specjalne figurki na planszy oraz stronę, którą chce grać – tym samym gracze dzielą się na 2 zwalczające się obozy występujące także w innych grach z serii Warcraft – Sojusz i Hordę.
W grze zastosowano ciekawy system questów, czyli zadań do wykonania przez graczy. Można je wykonywać wspólnie, np. razem stając do walki z potworami. Questy są podzielone na 4 grupy według stopnia ich trudności (szare, zielone, żółte i czerwone). Na początku gry drużyny losują po 4 najłatwiejsze zadania (szare) i jedno zielone. Kolejne zadania są losowane po wykonaniu dowolnego z aktywnych questów (drużyna decyduje, jakiego koloru zadanie wylosować). Każda karta questów wprowadza do gry stworzenia (zielone i czerwone) związane z zadaniem. Pokonanie ich wiąże się z ukończeniem zadania i otrzymania opisanej na karcie zadania nagrody (w tym punktów doświadczenia, dzięki którym postacie graczy zdobywają kolejne poziomy doświadczenia). By gra nie była zbyt łatwa, bardzo często karty zadań wprowadzają do gry niebieskie stworzenia niezależne utrudniające poruszanie się po świecie Lordaeron.
Zwycięzcą zostaje ta drużyna, która pokona Overlorda – końcowego przeciwnika wylosowanego na początku gry (z puli 3 dostępnych). Jeżeli żadna z drużyn nie zdąży zrobić tego w ciągu 30 kolejek, następuje końcowa walka, w której biorą udział postacie z obu stron i zwycięzcą zostaje ta strona, która wygra bitwę.
Wydano również dodatki do gry – World of Warcraft: The Burning Crusade oraz Shadow of War. Oba dodatki rozszerzają grę (jeden nawet o dodatkową mapę) i czynią ją nie tylko bardziej ekscytującą, ale i jedną z najbardziej rozwiniętych i skomplikowanych gier planszowych wydanych do tej pory.